# Lista de parques nacionais da Nigéria

Parques Nacionais da Nigéria

Existem vários Parques Nacionais da Nigéria. O Serviço de Parques Nacionais da Nigéria (NNPS) é responsável por preservar, melhorar, proteger e gerenciar vegetação e animais selvagens nos parques nacionais da Nigéria.
O NNPS é uma estatal vinculada ao Ministério Federal do Meio Ambiente, e é dirigido por um Conservador Geral.
Trabalha em estreita colaboração com a Corporação de Desenvolvimento do Turismo da Nigéria.
O primeiro parque nacional foi o Parque Nacional do Lago Kainji, estabelecido pelo governante militar General Olusegun Obasanjo em 1979. O Conselho de Administração dos Parques Nacionais e cinco novos Parques Nacionais foram criados em 1991. 
O Yankari Game Reserve foi atualizado para um parque nacional em 1992, embora posteriormente foi entregue ao governo do estado de Bauchi em junho de 2006. 
Os parques cobrem uma área de terra total de aproximadamente 20 156 quilômetros quadrados, ou cerca de 3% da área de terra total da Nigéria.

## Parques
| Parque         | Área km2 | Estabelecido | Estado(s)       | Notas                                                                     |
| -------------- | -------- | ------------ | --------------- | ------------------------------------------------------------------------- |
| Bacia do Chade | 2 258    | 1991         | Borno, Yobe     | Inclui parte do Hadejia-Nguru wetlands e a Reserva de caça de Sambisa     |
| Cross River    | 4 000    | 1991         | Cross River     | Seção do Okwangwo e Seção de Oban (1,906 km²)                             |
| Gashaka Gumti  | 6 731    | 1991         | Taraba, Adamawa |                                                                           |
| Kainji         | 5 382    | 1979         | Níger, Kwara    | Inclui lago Kainji, Reserva de caça de Borgu e Reserva de caça de Zugurma |
| Kamuku         | 1 121    | 1999         | Kaduna          |                                                                           |
| Okomu          | 181      | 1999         | Edo             | Parte da Reserva florestal de Okomu                                       |
| Antiga Oyo     | 2 512    | 1991         | Oyo, Kwara      |                                                                           |
| Yankari        | 2 244    | 1962         | Bauchi          | Operado pelo governo do estado de Bauchi                                  |